# ASm Be 4/8 (110-112)
De Be 4/8 ook wel STAR acroniem Schmalspur Triebzug für Attraktiven Regionalverkehr genoemd is een elektrisch treinstel bestemd voor het lokaal personenvervoer van de Solothurn-Niederbipp-Bahn (SNB). De SNB is sinds 1999 onderdeel van de Aare Seeland mobil (ASm).

## Geschiedenis
Deze treinen werden ter vervanging van oudere treinen op 23 december 2005 besteld bij Stadler Rail in Bussnang.
Op 25 april 2008 was de Roll-Out van het eerste treinstel. Inmiddels werden nog eens 3 treinen besteld die in 2011 zullen worden geleverd.

## Constructie en techniek
Het treinstel is opgebouwd uit een aluminium frame met een frontdeel van GVK. Het treinstel heeft een lagevloerdeel. Deze treinstellen kunnen tot drie stuks gecombineerd rijden. De treinstellen zijn uitgerust met luchtvering.

## Treindiensten
Deze treinen worden door de Aare Seeland Mobil (ASm) in gezet op het traject:
- Solothurn - Niederbipp
- Langenthal - Niederbipp - Oensingen
- Langenthal - St. Urban